# Septum intermusculaire antérieur de la jambe
Le septum intermusculaire antérieur de la jambe (ou cloison intermusculaire antérieure de la jambe) est une cloison aponévrotique du membre inférieur située dans la jambe. Il sépare la loge crurale latérale de la loge crurale antérieure.

## Description
Le septum intermusculaire antérieur de la jambe forme une cloison qui s'étend entre la face profonde latérale du fascia crural et le bord antérieur de la fibula.